# Сан Бернар (хижа)
„Сан Бернар“ е швейцарска хижа, разположена в прохода Голям Сан Бернар в Алпите. Намира се на 2469 м надморска височина само на няколкостотин метра от границата с Италия.
Наблизо (в село Бург – Сен Пиер) е имало манастир или хижа (която да служи за подслон на пътници и търговци), за първи път споменат към 812 – 820 г. Тази обител е разрушена от сарацините през X век, вероятно ок. 940 г. Към 1050 г. Бернар Мантонски – архидякон на Аоста, основава хижата, приела после неговото име. Хижата е изградена в самия проход, както и църквата „Св. Никола“ (1125).

Хижата е известна и с това, че от края на XVII или началото на XVIII век нейните обитатели започват да отглеждат и обучават кучета от породата санбернар, които първоначално служат за пазачи на хижата, а впоследствие започват да ги използват за спасяване на хора, затрупани от лавини.